# EHF European League 2022-2023 (maschile)
L'EHF European League 2022-2023 è stata la 42ª edizione della EHF European League, la seconda coppa per club più importante d'Europa, organizzata dall'European Handball Federation (EHF).

## Formula

### Turni di qualificazione
In base al numero delle squadre iscritte vengono sorteggiati uno o più turni di qualificazione: il turno si basa su gare di andata e ritorno che possono essere giocate a distanza di una settimana oppure, su accordo tra le società, possono essere giocate nella stessa sede in un solo weekend.

### Fase a gironi
Le 12 squadre già qualificate di diritto alla fase a gironi sono raggiunte da altrettante squadre qualificate tramite i turni di qualificazioni. Le 24 squadre vengono divise in quattro gironi da sei squadre ciascuno, dove le formazioni si scontrano con la formula del girone all'italiana con partite di andata e ritorno. Alla conclusione delle partite, le prime quattro squadre classificate si qualificano per i sedicesimi di finale.

### Fase ad eliminazione diretta
Le posizioni ottenute al termine della fase a gironi producono l'abbinamento dei sedicesimi di finale. Dopo partite di andata e ritorno, la squadra vincente avanza al turno successivo fino ai quarti di finale.

### Final Four
Al termine delle partite dei quarti di finale, le quattro squadre qualificate partecipano alle Final Four, che prevedono semifinali e finali da disputarsi in gara secca.

## Squadre partecipanti
Alla manifestazione partecipano 46 squadre, sei in meno della stagione precedente. Non sono state ammesse squadre russe e bielorusse.
| Fase a gironi          | Fase a gironi       | Fase a gironi        | Fase a gironi         | Fase a gironi        | Fase a gironi         |
| ---------------------- | ------------------- | -------------------- | --------------------- | -------------------- | --------------------- |
| S.L. Benfica           | Füchse Berlino      | PAUC                 | Skjern Håndbold       | Ystads IF            | Kadetten Schaffhausen |
| Fraikin BM Granollers  | Eurofarm Pelister   | Balatonfüredi KSE    | HT Tatran Prešov      | HC Motor             | Valur                 |
| Round 2                |                     |                      |                       |                      |                       |
| SG Flensburg-Handewitt | Bidasoa Irun        | Frisch Auf Göppingen | Sporting CP           | Montpellier Handball | KS Azoty-Puławy SA    |
| Skanderborg-Aarhus     | BM Benidorm         | RK Butel Skopje      | Fejer-B.A.L. Veszprém | CSA Steaua Bucareşti | Belenenses            |
| MMTS Kwidzyn S.A.      | RK NEXE Našice      |                      |                       |                      |                       |
| Round 1                |                     |                      |                       |                      |                       |
| IK Sävehof             | GC Amicitia Zurigo  | Rebi BM Cuenca       | RK Trimo Trebnje      | Eurofarm Pelister 2  | CS Minaur Baia Mare   |
| Drammen HK             | AA Águas Santas     | CSM Constanţa        | TBV Lemgo             | Chambéry Savoie HB   | Górnik Zabrze         |
| Bjerringbro-Silkeborg  | BM Logroño La Rioja | Ferencváros TC       | Potaissa Turda        | IFK Kristiansad      | Alpla HC Hard         |
| Kolstad Håndball       | Riihimäki Cocks     |                      |                       |                      |                       |

## Qualificazioni

### Round 1
Il sorteggio per il primo turno delle qualificazioni si è tenuto il 19 luglio 2022 a Vienna, nella sede dell'European Handball Federation.
| Squadra 1              | Totale | Squadra 2             | Andata | Ritorno |
| ---------------------- | ------ | --------------------- | ------ | ------- |
| Rebi Cuenca            | 48–64  | Bjerringbro-Silkeborg | 26–31  | 22–33   |
| Dobrogea Sud Constanta | 46–49  | Chambéry Savoie       | 23–27  | 23–22   |
| Minaur Baia Mare       | 49–74  | Ferencváros           | 27–36  | 22–38   |
| Riihimäki Cocks        | 42–51  | Águas Santas          | 22–21  | 20–30   |
| Sävehof                | 79–51  | Potaissa Turda        | 45–21  | 34–30   |
| Gornik Zabrze          | 50–51  | Amicitia Zürich       | 27–19  | 23–32   |
| Alpla Hard             | 51–45  | Eurofarm Pelister 2   | 24–21  | 27–24   |
| Kolstad                | 57–47  | Drammen               | 28–26  | 29–21   |
| Kristiansad            | 69–64  | Trimo Trebnje         | 33–33  | 36–31   |
| Logroño La Rioja       | 62–67  | Lemgo                 | 34–39  | 28–28   |

### Round 2
Il sorteggio per il secondo turno di qualificazioni si è tenuto il 6 settembre 2022, sempre a Vienna.
| Squadra 1            | Totale | Squadra 2             | Andata | Ritorno |
| -------------------- | ------ | --------------------- | ------ | ------- |
| Chambéry Savoie      | 54–56  | Fejér                 | 29–25  | 25–31   |
| Montpellier          | 50–54  | Sävehof               | 24–24  | 26–30   |
| Azoty-Puławy         | 59–61  | Nexe                  | 32–26  | 27–35   |
| Frisch Auf Göppingen | 59–57  | Lemgo                 | 28–24  | 31–33   |
| Alpla Hard           | 51–42  | Butel Skopje          | 26–21  | 25–21   |
| Kristiansad          | 64–67  | Skanderborg-Aarhus    | 31–32  | 33–35   |
| Steaua Bucareşti     | 64–66  | Ferencváros           | 33–31  | 31–35   |
| Belenenses           | 42–57  | Águas Santas          | 20–23  | 22–34   |
| Bidasoa Irun         | 61–60  | Kolstad               | 30–27  | 31–33   |
| Benidorm             | 64–58  | Amicitia Zürich       | 34–24  | 30–34   |
| Sporting CP          | 61–55  | Bjerringbro-Silkeborg | 31–22  | 30–33   |
| Kwidzyn              | 49–76  | Flensburg-Handewitt   | 25–39  | 24–37   |

## Fase a gironi

### Sorteggi e formula
Le 24 squadre qualificate alla fase a gironi sono state raggruppate in 6 fasce per il sorteggio in base al ranking.
Le squadre della stessa nazione non saranno sorteggiate nello stesso girone.
I criteri da seguire in caso di arrivo a pari punti sono:
- punti ottenuti negli scontri diretti;
- differenza reti negli scontri diretti;
- maggior numero di reti segnate negli scontri diretti;
- differenza reti generale;
- maggior numero di reti segnate in generale.

Qualora questi criteri non soddisfino una squadra si procederà con l'estrazione a sorte, nella sede dell'EHF a Vienna davanti ai responsabili di ogni squadra.

### Fasce d'estrazione
Il sorteggio per i gironi si è tenuto nella sede EHF a Vienna, il 6 ottobre 2022.
| Prima fascia                      | Seconda fascia                                                    | Terza fascia                                      | Quarta fascia                                                     | Quinta fascia                                         | Sesta fascia                                                  |
| --------------------------------- | ----------------------------------------------------------------- | ------------------------------------------------- | ----------------------------------------------------------------- | ----------------------------------------------------- | ------------------------------------------------------------- |
| Skjern Füchse Berlin PAUC Benfica | Fraikin Granollers Eurofarm Pelister Kadetten Schaffhausen Ystads | Balatonfüredi KSE Valur HC Motor HT TATRAN Prešov | Bidasoa Irun Sporting CP Frisch Auf Göppingen Flensburg-Handewitt | RK Nexe BM Benidorm Montpellier HB Skanderborg-Aarhus | Alpla HC Hard Fejér BAL Veszprém Ferencvárosi TC Águas Santas |

### Girone A

#### Classifica
| Pos | Squadra               | G  | V | N | P | GF  | GS  | DG  | Pt | Qualificazione |
| --- | --------------------- | -- | - | - | - | --- | --- | --- | -- | -------------- |
| 1   | Montpellier           | 10 | 8 | 0 | 2 | 330 | 295 | +35 | 16 | Ottavi         |
| 2   | Frisch Auf Göppingen  | 10 | 8 | 0 | 2 | 323 | 274 | +49 | 16 | Ottavi         |
| 3   | Kadetten Schaffhausen | 10 | 7 | 0 | 3 | 319 | 299 | +20 | 14 | Ottavi         |
| 4   | Benfica               | 10 | 4 | 0 | 6 | 297 | 289 | +8  | 8  | Ottavi         |
| 5   | HT Tatran Prešov      | 10 | 2 | 0 | 8 | 279 | 319 | −40 | 4  |                |
| 6   | Fejér Veszprém        | 10 | 1 | 0 | 9 | 282 | 354 | −72 | 2  |                |

#### Risultati
|                       | BEN   | KAD   | TAT   | FAG   | MON   | FEJ   |
| --------------------- | ----- | ----- | ----- | ----- | ----- | ----- |
| Benfica               | ––––  | 27-28 | 35-28 | 27-31 | 24-26 | 39-35 |
| Kadetten Schaffhausen | 26-25 | ––––  | 38-30 | 30-35 | 28-30 | 38-32 |
| Tatran Prešov         | 25-29 | 31-37 | ––––  | 26-28 | 35-27 | 22-20 |
| Frisch Auf Göppingen  | 31-29 | 24-25 | 34-24 | ––––  | 27-25 | 46-30 |
| Montpellier           | 33-27 | 40-36 | 41-30 | 35-37 | ––––  | 34-30 |
| Fejér Veszprém        | 26-35 | 25-33 | 30-28 | 23-40 | 31-39 | ––––  |

### Girone B

#### Classifica
| Pos | Squadra             | G  | V | N | P | GF  | GS  | DG  | Pt | Qualificazione |
| --- | ------------------- | -- | - | - | - | --- | --- | --- | -- | -------------- |
| 1   | Flensburg-Handewitt | 10 | 8 | 1 | 1 | 327 | 280 | +47 | 17 | Ottavi         |
| 2   | Ystads              | 10 | 5 | 1 | 4 | 317 | 316 | +1  | 11 | Ottavi         |
| 3   | Valur               | 10 | 5 | 1 | 4 | 338 | 328 | +10 | 11 | Ottavi         |
| 4   | Ferencvárosi        | 10 | 3 | 3 | 4 | 318 | 328 | −10 | 9  | Ottavi         |
| 5   | PAUC                | 10 | 4 | 0 | 6 | 305 | 313 | −8  | 8  |                |
| 6   | Benidorm            | 10 | 2 | 0 | 8 | 295 | 335 | −40 | 4  |                |

#### Risultati
|                     | PAU   | YST   | VAL   | FLE   | BEN   | FER   |
| ------------------- | ----- | ----- | ----- | ----- | ----- | ----- |
| PAUC                | ––––  | 34-36 | 32-29 | 21-29 | 39-29 | 33-30 |
| Ystads              | 29-33 | ––––  | 33-35 | 30-26 | 36-30 | 35-35 |
| Valur               | 40-31 | 29-32 | ––––  | 32-37 | 35-29 | 43-39 |
| Flensburg-Handewitt | 30-25 | 30-23 | 33-30 | ––––  | 35-30 | 42-30 |
| Benidorm            | 33-32 | 27-29 | 29-32 | 32-38 | ––––  | 23-27 |
| Ferencvárosi        | 28-25 | 37-34 | 33-33 | 27-27 | 32-33 | ––––  |

### Girone C

#### Classifica
| Pos | Squadra            | G  | V | N | P | GF  | GS  | DG  | Pt | Qualificazione |
| --- | ------------------ | -- | - | - | - | --- | --- | --- | -- | -------------- |
| 1   | Nexe               | 10 | 8 | 0 | 2 | 311 | 281 | +30 | 16 | Ottavi         |
| 2   | Sporting CP        | 10 | 7 | 0 | 3 | 312 | 294 | +18 | 14 | Ottavi         |
| 3   | Fraikin Granollers | 10 | 6 | 1 | 3 | 315 | 301 | +14 | 13 | Ottavi         |
| 4   | Skjern             | 10 | 5 | 0 | 5 | 294 | 284 | +10 | 10 | Ottavi         |
| 5   | Alpla Hard         | 10 | 1 | 2 | 7 | 270 | 300 | −30 | 4  |                |
| 6   | Balatonfüredi      | 10 | 1 | 1 | 8 | 274 | 316 | −42 | 3  |                |

#### Risultati
|                    | SKJ   | GRA   | BAL   | SCP   | NEX   | ALH   |
| ------------------ | ----- | ----- | ----- | ----- | ----- | ----- |
| Skjern             | ––––  | 32-29 | 37-23 | 28-30 | 29-30 | 27-23 |
| Fraikin Granollers | 34-31 | ––––  | 33-30 | 32-29 | 25-22 | 38-28 |
| Balatonfüredi      | 28-31 | 25-30 | ––––  | 25-31 | 28-31 | 27-26 |
| Sporting CP        | 28-24 | 38-31 | 35-32 | ––––  | 28-34 | 31-30 |
| Nexe               | 29-28 | 39-36 | 37-23 | 32-31 | ––––  | 22-29 |
| Alpla Hard         | 27-32 | 27-27 | 30-30 | 26-31 | 24-35 | ––––  |

### Girone D

#### Classifica
| Pos | Squadra            | G  | V  | N | P | GF  | GS  | DG  | Pt | Qualificazione |
| --- | ------------------ | -- | -- | - | - | --- | --- | --- | -- | -------------- |
| 1   | Füchse Berlino     | 10 | 10 | 0 | 0 | 343 | 266 | +77 | 20 | Ottavi         |
| 2   | Skanderborg Aarhus | 10 | 7  | 0 | 3 | 307 | 276 | +31 | 14 | Ottavi         |
| 3   | Bidasoa Irun       | 10 | 4  | 1 | 5 | 295 | 296 | −1  | 9  | Ottavi         |
| 4   | Motor              | 10 | 3  | 1 | 6 | 280 | 305 | −25 | 7  | Ottavi         |
| 5   | Eurofarm Pelister  | 10 | 2  | 2 | 6 | 271 | 303 | −32 | 6  |                |
| 6   | Águas Santas       | 10 | 1  | 2 | 7 | 252 | 302 | −50 | 4  |                |

#### Risultati
|                    | FBE   | PEL   | MOT   | BID   | SKA   | AGS   |
| ------------------ | ----- | ----- | ----- | ----- | ----- | ----- |
| Füchse Berlino     | ––––  | 34-25 | 32-24 | 34-29 | 30-24 | 34-20 |
| Eurofarm Pelister  | 34-43 | ––––  | 25-27 | 29-29 | 27-30 | 27-27 |
| Motor              | 27-38 | 30-33 | ––––  | 33-31 | 31-37 | 30-24 |
| Bidasoa Irun       | 32-40 | 32-20 | 26-22 | ––––  | 29-26 | 35-26 |
| Skanderborg-Aarhus | 28-29 | 24-22 | 33-30 | 38-27 | ––––  | 33-26 |
| Águas Santas       | 23-29 | 27-29 | 26-26 | 28-25 | 25-34 | ––––  |

## Fase ad eliminazione

### Ottavi di finale
| Squadra 1             | Totale | Squadra 2            | Andata | Ritorno |
| --------------------- | ------ | -------------------- | ------ | ------- |
| Bidasoa Irun          | 58-61  | Sporting CP          | 30–27  | 28–34   |
| Ferencvárosi          | 59-79  | Montpellier          | 30–36  | 29–43   |
| Frainkin Granollers   | 62-59  | Skanderborg-Aarhus   | 32–34  | 30–25   |
| Benfica               | 54-72  | Flensburg-Handewitt  | 26–39  | 28–33   |
| Valur                 | 60-69  | Frisch Auf Göppingen | 29–36  | 31–33   |
| Motor                 | 52-54  | Nexe                 | 23–27  | 29–27   |
| Kadetten Schaffhausen | 65-57  | Ystads               | 38–32  | 27–25   |
| Skjern                | 55-66  | Füchse Berlin        | 23–28  | 32–38   |

### Quarti di finale
| Squadra 1             | Totale | Squadra 2           | Andata | Ritorno |
| --------------------- | ------ | ------------------- | ------ | ------- |
| Sporting CP           | 62-63  | Montpellier         | 32–32  | 30–31   |
| Frainkin Granollers   | 65-58  | Flensburg-Handewitt | 30–31  | 35–27   |
| Frisch Auf Göppingen  | 63-50  | Nexe                | 32–23  | 31–27   |
| Kadetten Schaffhausen | 61-63  | Füchse Berlin       | 37–33  | 24–30   |

### Final Four

#### Tabellone
|  | Semifinali           | Semifinali           | Semifinali |            |                | Finale          | Finale          | Finale          |  |
|  |                      |                      |            |            |                |                 |                 |                 |  |
|  | Montpellier          | Montpellier          | 29         |            |                |                 |                 |                 |  |
|  | Montpellier          | Montpellier          | 29         |            |                |                 |                 |                 |  |
|  | Füchse Berlino       | Füchse Berlino       | 35         |            |                |                 |                 |                 |  |
|  | Füchse Berlino       | Füchse Berlino       | 35         |            | Füchse Berlino | Füchse Berlino  | 36              |                 |  |
|  |                      |                      |            |            | Füchse Berlino | Füchse Berlino  | 36              |                 |  |
|  |                      |                      | Granollers | Granollers | 31             |                 |                 |                 |  |
|  | Granollers           | Granollers           | Granollers | Granollers | 31             | 31              |                 |                 |  |
|  | Granollers           | Granollers           |            |            |                | 31              |                 |                 |  |
|  | Frisch Auf Göppingen | Frisch Auf Göppingen | 29         |            |                | Finale 3º posto | Finale 3º posto | Finale 3º posto |  |
|  | Frisch Auf Göppingen | Frisch Auf Göppingen | 29         |            |                |                 |                 |                 |  |
|  |                      |                      |            |            |                |                 |                 |                 |  |
|  |                      |                      |            |            |                | Montpellier     | Montpellier     | 29              |  |
|  |                      |                      |            |            |                | Montpellier     | Montpellier     | 29              |  |
|  |                      |                      |            |            |                | Füchse Berlino  | Füchse Berlino  | 33              |  |

#### Semifinali
| Arbitri: | Daniel Martins Roberto Martins |

|              |           |                              |
| Bos, Lenne 6 | Marcatori | Gidsel, Lindberg, Marsenić 6 |

| Arbitri: | Amar Konjičanin Dino Konjičanin |

|         |           |                 |
| Gurri 9 | Marcatori | Kozina, Šarac 5 |

#### Finale 3º posto
| Arbitri: | Denis Bolic Cristoph Hurich |

|       |           |            |
| Bos 7 | Marcatori | Schiller 6 |

#### Finale
| Arbitri: | Jesper Madsen Henrik Mortensen |

|             |           |                   |
| Andersson 8 | Marcatori | García, Salinas 7 |